# CSETI

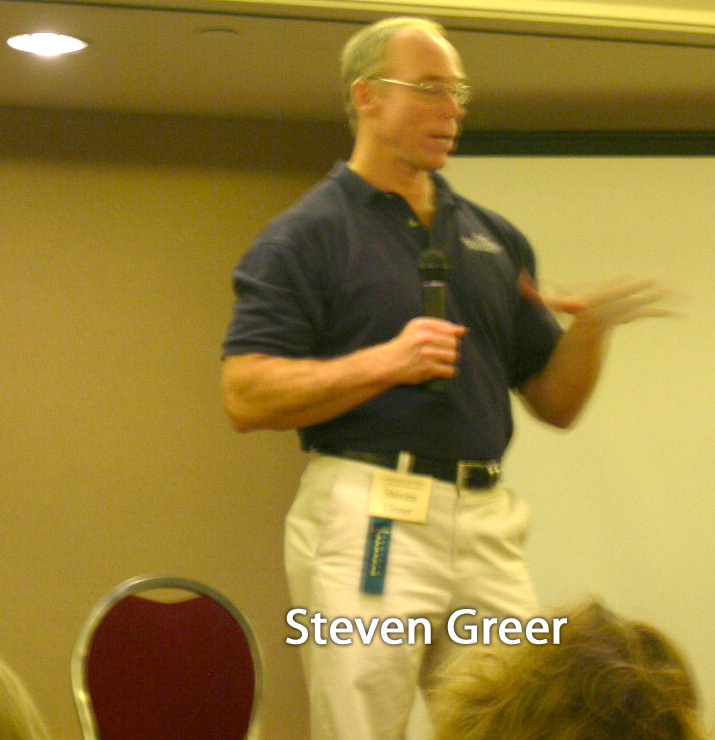
Steven M. Greer

El Centro para el Estudio de Inteligencia Extraterrestre (en inglés Center for the Study of Extraterrestrial Intelligence) (CSETI) es una organización sin fines de lucro[cita requerida] dedicada a la comprensión de inteligencia extraterrestre. Fue fundada en 1990 por el ufólogo estadounidense Steven M. Greer, que también es el director internacional de la organización. CSETI se centra en la colocación de equipos de investigación en el ámbito donde supuestamente los ovnis producirían gran actividad aérea con el fin de iniciar la comunicación con la inteligencia extraterrestre. Protocolos de comunicación incluyen el uso de sonido, señales de luz y telepatía (conciencia). La conciencia o la telepatía es el principal modo utilizado por la organización para iniciar el contacto con la inteligencia extraterrestre.
- Datos: Q20098785